# Backsilja
Backsilja (Peucedanum oreoselinum) är en flerårig ört i släktet siljor (Peucedanum) och familjen flockblommiga växter.
Backsiljan är 3–7 decimeter hög, ibland upp till en meter, och blommar med vita blommor från juli till augusti.
Arten förekommer i så gott som hela Europa utom Benelux, Brittiska öarna, Norge och Finland. I Sverige växer den på grusiga betesmarker i Skåne och på Öland.